# Slijkenburg
Slijkenburg (Stellingwerfs: Sliekenborg, Fries: Slikenboarch) is een dorp in de gemeente Weststellingwerf, in de Nederlandse provincie Friesland. Het ligt in het zuidwesten van de gemeente, daar waar de Tjonger en Linde bij elkaar komen. In 2019 telde het 37 inwoners en is daarmee het kleinste dorp van de gemeente.
Slijkenburg is ook het zuidelijkst gelegen dorp van de provincie Friesland. Het dorp ligt op de provinciegrens met Overijssel. Een huis dat op het eerste gezicht bij Slijkenburg hoort ligt in Overijssel en valt qua adressering onder Kuinre. Het is feitelijk de meest noordelijke woning op dat punt van Kuinre maar omdat het dicht tegen het dorp Slijkenburg aan ligt wordt het soms ook daarbij gerekend. Even verderop, op het grondgebied van Kuinre, werd er bij de ophaalbrug een tijdlang tol geheven. De ophaalbrug is in de loop van de twintigste eeuw vervangen door een vaste brug.

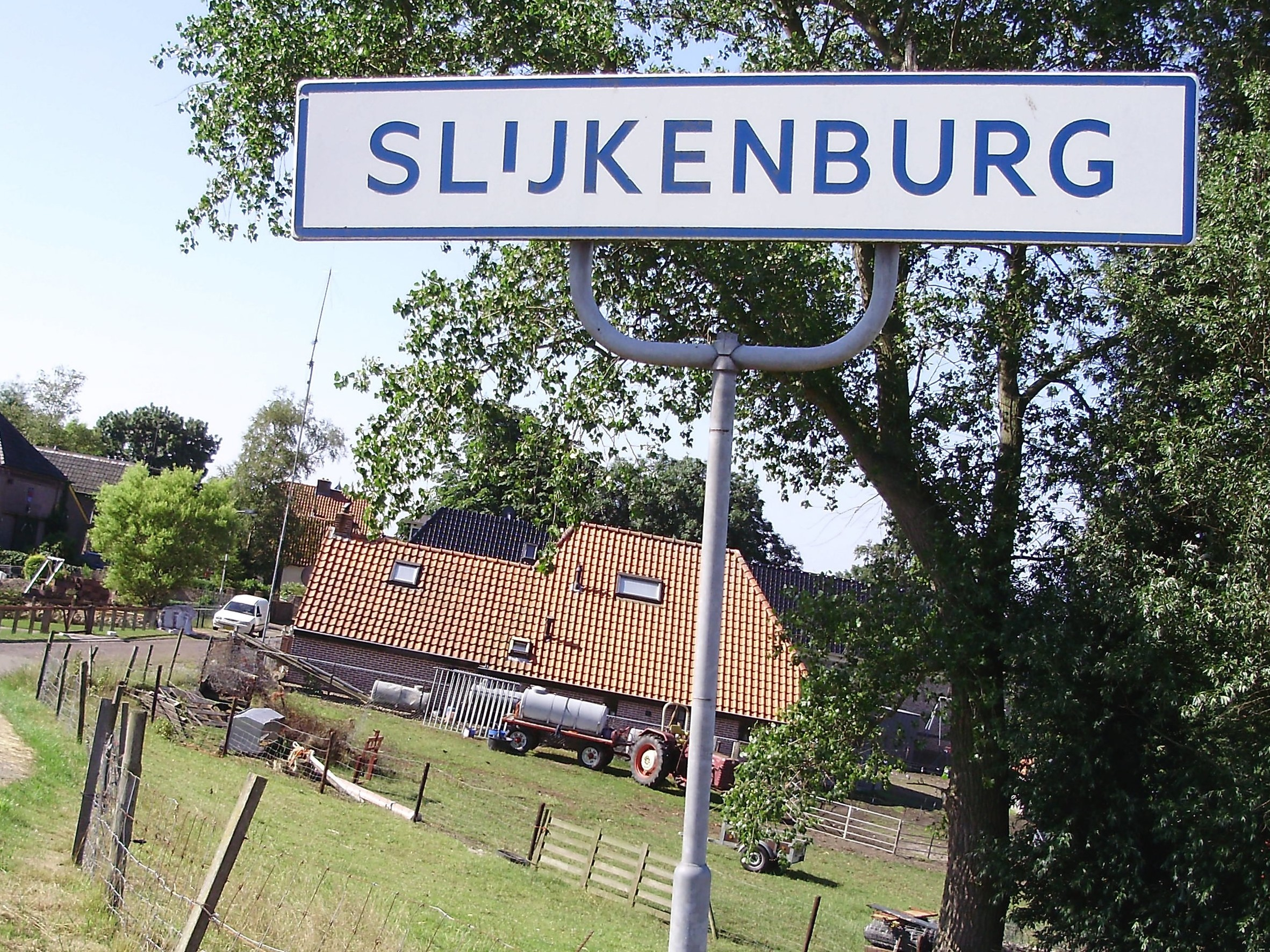
Slijkenburg (2008)

## Geschiedenis
De plaatsnaam komt in 1398 voor als Slickenborg en in 1573 al als Slijkenburg. In 1580 werd er in monding van de Linde de Slijkenburgerzijl gebouwd. Tot de bouw in 1702 van de Schoterzijl was het de belangrijkste uitwateringssluis op de Zuiderzee voor Friesland.
In 1672 werd in Slijkenburg een schans van de Friese waterlinie gebouwd die het gehele dorp omsloot. Deze schans diende ter verdediging van de zuidwestelijke aanvoerroute van Friesland richting Leeuwarden, tegen de oprukkende troepen van de Bisschop van Münster.

## Openbaar vervoer
Slijkenburg was tot en met 12 december 2014 per openbaar vervoer te bereiken met lijn 76 van OV Regio IJsselmond. Deze lijn reed ieder uur tussen Emmeloord en Steenwijk. Als gevolg van een routewijziging komt deze buslijn daarna niet meer door Slijkenburg.